# Ингрэм-Сеймур-Конвей, Френсис, 2-й маркиз Хартфорд
Френсис Ингрэм-Сеймур-Конвей, 2-й маркиз Хартфорд (англ. Francis Ingram-Seymour-Conway, 2nd Marquess of Hertford; 12 февраля 1743 — 17 июня 1822) — британский пэр и политик. Он был известен как достопочтенный Фрэнсис Сеймур-Конвей с 1743 по 1750 год, виконт Бошан с 1750 по 1793 год и граф Ярмут с 1793 по 1794 год. Он занимал места в Ирландской палате общин с 1761 по 1776 год и в Британской палате общин с 1766 по 1794 год. Он служил главным секретарем в Ирландии при своем отце. Впоследствии он занимал должности в королевском дворце, в том числе занимал пост лорда-камергера с 1812 по 1822 год.

## Титулы
- 2-й маркиз Хартфорд (с 14 июня 1794)
- 2-й граф Хартфорд (с 14 июня 1794)
- 2-й граф Ярмут (с 14 июня 1794)
- 2-й виконт Бошан (с 14 июня 1794)
- 3-й барон Конуэй из Киллалтаха, графство Антрим (с 14 июня 1794)
- 3-й барон Конуэй из Рэгли, графство Уорикшир (с 14 июня 1794).

## История и образование
Представитель рода Сеймур. Родился 12 февраля 1743 года в Лондоне. Старший сын Френсиса Сеймур-Конвея, 1-го маркиза Хартфорда (1718—1794), и леди Изабеллы Фицрой (1726—1782), дочери Чарльза Фицроя, 2-го герцога Графтона. Он получил образование в Итоне и Крайст-Черче, Оксфорд.

## Политическая карьера
В 1761 году виконт Бошан был избран в Ирландскую Палату общин от Лисберна, а позднее от графства Антрим с 1768 по 1776 год. Он был приведен к присяге в Ирландском Тайном совете в 1775 году и служил в качестве главного секретаря по делам Ирландии с 1765 по 1766 год при лорде-наместнике Ирландии, своём отце. В 1766 году он был избран в Палату общин Великобритании от Лоствитиела, а в 1768 году от Орфорда. Заседал в парламенте до 1794 года, когда он сменил своего отца на посту маркиза Хартфорда .
В 1783 году виконту Бошану бросили вызов его арендаторы в Лисберне. Они избрали Тодда Джонса, капитана ирландского волонтерского движения, на платформе, призывающей к независимости и реформе ирландского парламента. В 1790 году, когда Тодд Джонс утверждал, что реформа невозможна без католической эмансипации, кандидаты виконта восстановили парламентский контроль над районом . Хартфорд сам сочувствовал делу католической «помощи», в мае 1778 года он решительно высказался за отмену уголовных законов, затрагивающих католиков и в «Письме Первой компании добровольцев Белфаста», опубликованном в Дублине в 1782 году, он поддержал дело о законодательной независимости Ирландии. Однако он не поддержал призыв к парламентской реформе (упразднению районов-собственников и расширению избирательного права) и был против любого дальнейшего утверждения независимости Ирландии.
Виконт Бошан служил в правительстве под руководством лорда Норта, сначала в качестве лорда казначейства с 1774 года, а затем с 1780 года в качестве казначея королевского двора. Он занимал эту должность до её упразднения в 1782 году. В 1780 году он также был приведен к присяге в Тайный совет Великобритании . Он оставался на своем посту до 1804 года, когда премьер-министр Уильям Питт Младший сделал его шталмейстером. Он оставался на этом посту до смерти Питта в 1806 году, а затем служил под началом Спенсера Персиваля и лорда Ливерпула в качестве лорда-камергера с 1812 по 1821 год.
Помимо своей политической карьеры маркиз Хартфорд также был лордом-лейтенантом Уорикшира в 1816—1822 годах и губернатором графства Антрим. В 1807 году он был назначен рыцарем Подвязки. Незадолго до своей смерти лорд Ливерпул отказал ему в титул герцога. В 1829 году он приказал обязанным ему депутатам проголосовать за Билль об эмансипации католиков, который окончательно отменил протестантскую монополию в парламенте.

## Семья
Маркиз Хартфорд был дважды женат. 4 февраля 1768 года в Лондоне он женился первым браком на Элис Элизабет Виндзор (10 мая 1749 — 11 февраля 1772), дочери Герберта Хикмана-Виндзора, 2-го виконта Виндзора (1707—1758), и Элис Клавериннг (? — 1776). После её смерти в 1772 году он женился вторым браком (20 мая 1776 года) на Достопочтенной Изабелле Энн Ингрэм (1759 — 12 апреля 1834), дочери Чарльза Ингрэма, 9-го виконта Ирвина (1727—1778), и Фрэнсис Шепард (1734—1807). Она была любовницей принца Уэльского, будущего короля Великобритании Георга IV. После смерти своей тещи в 1807 году маркиз Хартфорд и его жена добавили фамилию Ингрэм к своей собственной фамилии из-за наследства, которое они унаследовали от неё. Лорд Хартфорд умер в Лондоне в июне 1822 года в возрасте 79 лет, и ему наследовал его сын от второго брака Фрэнсис. Маркиза Хартфорд умерла в апреле 1834 года.